# جبهة الإنقاذ الوطني (بنين)
جبهة الإنقاذ الوطني (بالفرنسية: Front National du Salut)‏ كان حزبا سياسيا في بنين.

## التاريخ
انضم الحزب إلى تحالف الحرباء لخوض الانتخابات البرلمانية لعام 1995. حصل التحالف على 1.5٪ من الأصوات وفاز بمقعد واحد.
في انتخابات 1999 فشل الحزب مع تحالفه في الفوز بمقعد بعد حصوله على 0.8٪ من الأصوات.